# Cerro Cerrejón
Cerro Cerrejón är ett berg i Colombia.   Det ligger i departementet La Guajira, i den norra delen av landet, 700 km norr om huvudstaden Bogotá. Toppen på Cerro Cerrejón är 745 meter över havet, eller 506 meter över den omgivande terrängen. Bredden vid basen är 10,6 km. Cerro Cerrejón ingår i Cuchilla de Palmarito.
Terrängen runt Cerro Cerrejón är kuperad åt sydost, men åt nordväst är den platt. Runt Cerro Cerrejón är det ganska glesbefolkat, med 50 invånare per kvadratkilometer. Närmaste större samhälle är Barrancas, 13,7 km väster om Cerro Cerrejón. I omgivningarna runt Cerro Cerrejón växer huvudsakligen savannskog.